# Ioan Emanoil Florescu
Ioan Emanoil Florescu (n. 7 august 1819, Râmnicu Vâlcea — d. 10 mai 1893, Paris) a fost un general și om politic român (între altele, cel de-al treisprezecelea prim-ministru al României în două guverne provizorii, pentru perioade scurte, între 17 aprilie și 6 mai 1876 și între 2 martie și 29 decembrie 1891). 

## Biografie

### Anii timpurii, educație
Născut în familia Florescu, după terminarea liceului la București, Ioan Emanoil Florescu a studiat la Școala militară Saint-Cyr din Franța. În Războiul Crimeii din 1854, a servit în armata rusă cu gradul de colonel. În cariera sa politică, Florescu a fost unul din conducătorii Partidului Conservator. A fost consilier militar atât al domnitorului Alexandru Ioan Cuza, cât și a succesorului acestuia, Carol I al României, Florescu fiind în același timp militarul care a construit Armata Română timp de optsprezece ani înainte de Războiul de Independență.

### Activitate militară
După absolvirea Colegiului „Sf. Sava” din București (1833), a intrat în oastea Țării Românești ca iuncăr. A obținut gradul de sublocotenent în 1836, an în care a fost trimis la studii militare în Paris. Reîntors în țară, a fost încadrat în funcția de aghiotant al domnitorului Gheorghe Bibescu (1842–1848). După Unirea Principatelor Române, domnitorul Alexandru Ioan Cuza i-a încredințat funcțiile de ministru de război (28 noiembrie 1859 – 27 mai 1860, 30 septembrie 1862 – 11 octombrie 1863) și de șef al Statului Major General. La 1 ianuarie 1860, a fost avansat la gradul de general de brigadă.

### Anii alături de Alexandru Ioan Cuza
În calitate de șef al Statului Major General și de ministru de război, a avut, alături de domnitorul Alexandru Ioan Cuza, un rol decisiv în opera de unificare și de modernizare a oștirii române. Astfel, sub mandatul său s-au realizat:
- contopirea școlilor militare de la Iași și București (1861)
- înființarea Arsenalului Armatei (1861); unificarea regulamentelor de recrutare, a Codului penal militar și a reglementărilor serviciului de garnizoană
- elaborarea și aplicarea Legii puterii armate (1864)
- elaborarea reglementărilor cu privire la funcționarea Statului Major General al Armatei României
- unificarea ministerelor de război și a administrației militare din Moldova și Muntenia
- înființarea celor trei comandamente (București, Craiova și Iași)
- elaborarea regulamentelor cavaleriei și de manevră
- întrunirea „taberei de la Florești” și efectuarea primelor manevre de anvergură ale Armatei române.

De asemenea, a contribuit la inițierea contactelor politico-militare secrete care aveau scopul să pregătească eliberarea, pe calea luptei armate, a Transilvaniei de sub ocupația habsburgică.

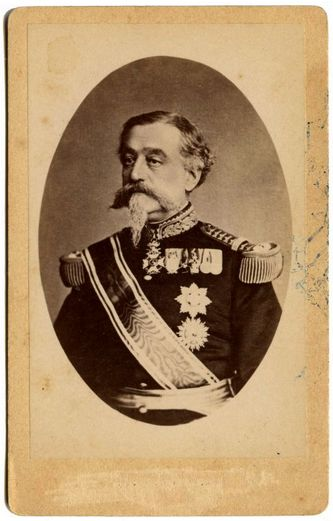

### Contribuții militare teoretice și organizatorice
În 1866, principele Carol I i-a încredințat lui Florescu funcția de ministru de război (1871–1876). La 8 aprilie 1873, acesta a fost avansat la gradul de general de divizie. Grație contribuției sale au fost efectuate modificările din Legea de organizare a puterii armate (1874), s-au cristalizat noile structuri de stat major, artileria de câmp a fost dotată cu tunuri Krupp din oțel, numărul unităților de geniu a crescut, s-a înființat herghelia de la Nucet, a fost redactat și promulgat Codul justiției militare.
Un merit semnificativ are și opera teoretică redactată de Florescu. Printre lucrările sale se numără „Teoria dării la semn“, „Studii și pregătiri militare“, „Fortificațiunile“. Cu doi ani înainte de a muri (1891), a prezidat câteva luni guvernul României. Numele său este menționat printre cele ale fondatorilor Societății Literare și ai Ateneului Român.